# Билкхајм
Билкхајм (њем. Bilkheim) општина је у њемачкој савезној држави Рајна-Палатинат. Једно је од 192 општинска средишта округа Вестервалд. Према процјени из 2010. у општини је живјело 498 становника. Посједује регионалну шифру (AGS) 7143210.

## Географски и демографски подаци
Билкхајм се налази у савезној држави Рајна-Палатинат у округу Вестервалд. Општина се налази на надморској висини од 295 метара. Површина општине износи 2,6 km².

## Становништво
У самом мјесту је, према процјени из 2010. године, живјело 498 становника. Просјечна густина становништва износи 188 становника/km².